# Bariumhydrid
Bariumhydrid ist ein Hydrid des Erdalkalimetalls Barium mit der Summenformel BaH2.

## Gewinnung und Darstellung
Bariumhydrid entsteht aus Barium und Wasserstoff bei mäßigen Temperaturen.
{\displaystyle {\ce {Ba + H2 -> BaH2}}}

## Eigenschaften
Bariumhydrid ist ein grauer Feststoff, der sich in Wasser und Säuren zu Bariumhydroxid und Wasserstoff zersetzt. Er gehört zu den salzartigen Hydriden und bildet eine Hochdruckmodifikation im Ni2In-Typ aus. Bei normalen Umgebungsbedingungen kristallisiert es in einer Cotunnit-Struktur mit der Raumgruppe Pnma (Raumgruppen-Nr. 62). Ein reversibler, struktureller Phasenübergang erster Ordnung wird bei einem Druck von 1,6 GPa beobachtet. Die Hochdruckphase kann durch eine hexagonale Einheitszelle mit einer vorgeschlagenen Ni2In-Struktur mit der Raumgruppe P63/mmc (Raumgruppen-Nr. 194) indiziert werden, wobei sich die Barium und Wasserstoff-Atome in speziellen Positionen befinden. Oberhalb von 50 GPa findet ein weiterer Phasenübergang statt.

## Verwendung
Bariumhydrid kann in der Synthese von Ammoniak eingesetzt werden, findet dort aber keine industrielle Anwendung.